# Argentina ai II Giochi olimpici invernali

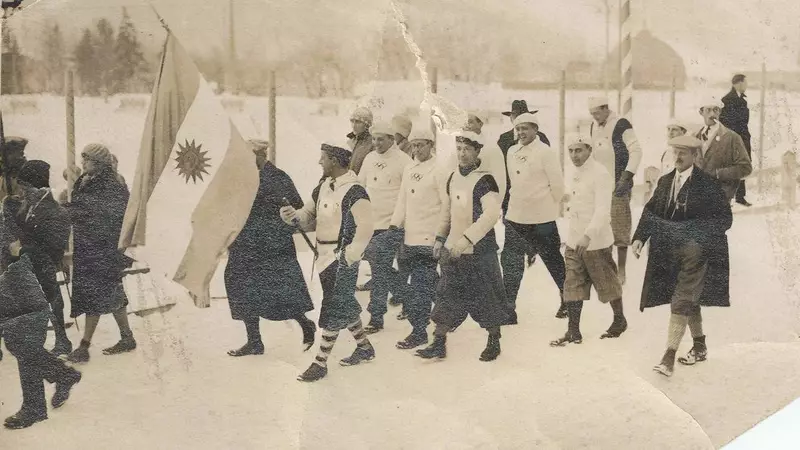
La delegazione argentina alle Olimpiadi di

L'Argentina partecipò ai II Giochi olimpici invernali, svoltisi a Sankt Moritz, Svizzera, dall'11 al 19 febbraio 1928, con una delegazione di 10 atleti impegnati in una sola disciplina, il bob.